# Big Brother (Estados Unidos)
Big Brother ou Big Brother USA é a versão americana do Big Brother, reality show baseado na série de televisão holandesa de mesmo nome, criado em 1997 por John de Mol. O espetáculo é baseado em um grupo de anônimos, conhecidos como HouseGuests, vivendo juntos vinte e quatro horas por dia em uma casa isolada do mundo exterior, mas sob vigilância constante, sem privacidade por três meses. Em doze temporadas do espetáculo, 143 pessoas diferentes entraram na casa do Big Brother até o momento.
Os HouseGuests competem pela chance de ganhar o grande prêmio de $500.000 evitando o despejo semanal, até o último HouseGuest permanece no final da temporada que pode reivindicar o prêmio $ 500.000 mil. A série americana é hospedada pela personalidade de televisão Julie Chen. Produzido por Allison Grodner e Rich Meehan, que atualmente vai ao ar nos Estados Unidos pela CBS.

## História

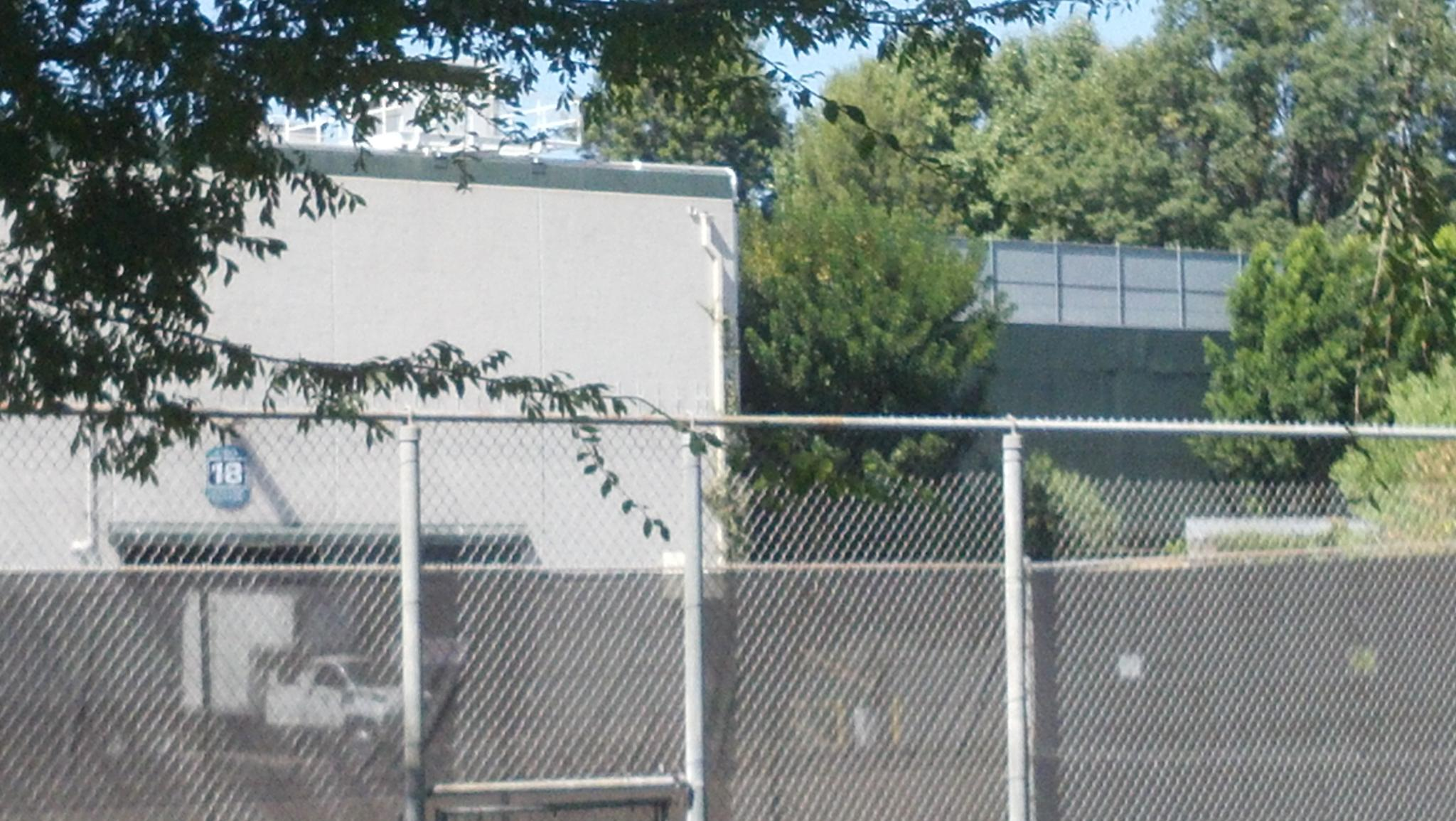
Visão do estágio de som da CBS, onde a casa está localizada.

O reality show foi comprado pela CBS no início dos anos 2000 por um valor estimado em $ 20 milhões. A versão americana estreou oficialmente em 5 de julho de 2000, quando os dez primeiros participantes entraram na casa. Desde a sua criação, o show foi organizado pela personalidade da televisão Julie Chen, sendo produzido por Allison Grodner e Rich Meehan. É transmitido uma vez por ano, durante o verão, com exceção da nona temporada, que foi exibida na primavera de 2008. Atualmente, foram exibidas 20 temporadas do show, juntamente com uma digital. O show exibiu um total de 545 episódios desde que estreou, tendo exibido o 500º episódio em 5 de setembro de 2013. Até à data, houve um total de 253 participantes. Ao entrar na casa, os participantes que saem sem permissão não podem retornar. Caso um participante quebre as regras estabelecidas na casa, eles podem ser expulsos. Até à data, houve um total de quatro participantes expulsos da casa por causa de atos de violência ou por quebra de regras. Houve apenas três participantes que voluntariamente deixaram o jogo por razões relacionadas a assuntos pessoais.

### Programas complementares
Desde a sua estreia, tem havido inúmeros programas complementares para o reality show . Em 2004, o programa House Calls: The Big Brother Talk Show começou a ser transmitido. A série, de trinta minutos de duração e exibição durante a semana, permitiu que os fãs discutissem os eventos do jogo. Assim tornando-se o primeiro programa de entrevistas ao vivo na internet produzida exclusivamente para uma rede de televisão. A série foi inicialmente apresentada por Gretchen Massey, sendo que a partir da terceira temporada um novo co-anfitrião aparecia na série a cada dia. Após a sexta temporada do show, foi confirmado que o programa não seria renovado devido a falta de patrocinadores.
Big Brother: After Dark, uma segunda série complementar, foi estreada em 5 de julho de 2007 e exibida originalmente no Showtime Too durante todas as noites. O programa continuou este cronograma até 2013, quando começou a ser transmitida pela TVGN (atualmente Pop). A versão da rede de televisão Pop é transmitida ao vivo entre a meia-noite e às 3:00 da madrugada (11:00 da noite às 2:00 da madrugada pelo horário do Pacífico), exceto nas quintas-feiras quando é transmitido ao vivo de 1:00 às 3:00 da madrugada (meia-noite às 2:00 da madrugada pelo horário do Pacífico).
O ex-proprietário da casa, Jeff Schroeder, começou a hospedar o Big Brother: Live Chat em 2012, onde entrevistou os participantes antes deles entrarem na casa e depois de serem despejados. Em 10 de agosto de 2017, Schroeder anunciou que estava se mudando para o Colorado e não poderia mais fazer as entrevistas.

### Obras derivadas
Houve dois trabalhos derivados do Big Brother. Em outubro de 2016, a CBS estreou uma série na internet, Big Brother: Over the Top. Foi transmitida exclusivamente online com uma temporada mais curta de 10 semanas.
A segunda derivação, Celebrity Big Brother, está programada para ir ao ar no inverno de 2018. Embora não seja um derivação real, a edição canadense do Big Brother é a primeira e atualmente única série a adotar o formato americano.

## Formato
Big Brother é um reality show em que um grupo de concorrentes, conhecidos como HouseGuests, vivem em uma "casa" customizada (na verdade, em um estúdio da CBS em Los Angeles, estúdio 18 em edições recentes), constantemente em vídeo vigilância. Enquanto estão na casa, os concorrentes estão completamente isolados do mundo exterior, o que significa que não há telefone, televisão, internet, revistas, jornais ou contato com aqueles que não estão na casa. Esta regra pode ser quebrada, no entanto, no caso de uma lesão, uma emergência familiar ou morte. O formato da série é visto principalmente como uma experiência social e exige que os participantes interajam com outros que podem ter diferentes ideais e crenças. O programa permite que os telespectadores testemunhem as relações formadas na casa e o comportamento dos participantes. Embora limitados na casa, os participantes são livres para sair do jogo, embora não seja permitido a entrada de volta nela. Caso um participante quebre as regras do jogo, ele pode ser expulsos da casa e incapaz de retornar. Os concorrentes competem por um prêmio de $ 500.000.

### 1ª temporada

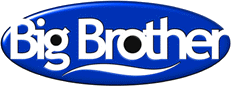
Logotipo utilizado na primeira temporada

A temporada de estreia usou o formato original da série, que se originou na Holanda. Os participantes eram obrigados a indicar dois concorrentes para uma possível eliminação, e os dois com maior número de votos seriam nomeados. Se vários participantes empatarem, mais de dois poderiam concorrer ao banimento. Os participantes desta edição eram proibidos de discutir as nomeações, e isso poderia resultar em punição. O público, através de um voto realizado por telefone, votaria para banir um dos participantes nomeados, e o participante com o maior número de votos seria banido da casa. Quando apenas restavam três participantes, os espectadores votariam para qual deles deveria ganhar o programa, e o participante com a maioria dos votos se tornaria o vencedor. O formato, durante essa temporada, teve uma recepção negativa de críticos e espectadores.

### 2ª temporada–presente

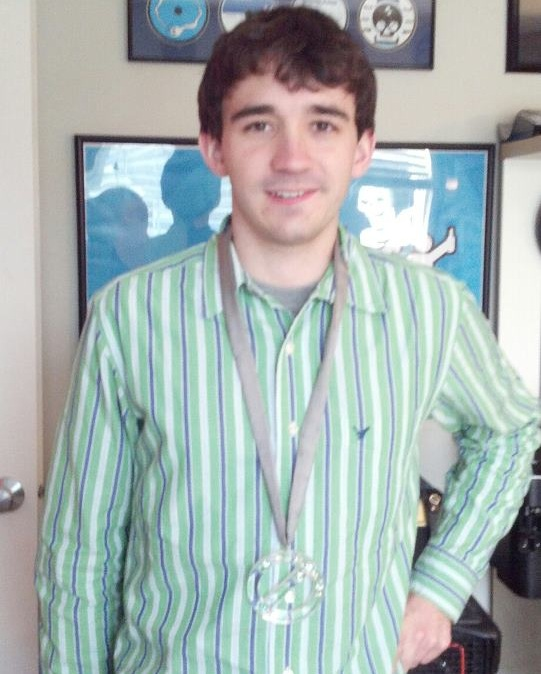
Ian Terry, vencedor da 14ª temporada

Tendo gasto milhões no programa, a CBS emitiu uma segunda temporada e anunciou que várias mudanças ocorreriam com o formato. O formato atual da série está mais focado em competições e estratégias do que a série original. No início de cada semana, os participantes competem pelo título de chefe de família. O chefe de família recebe luxo, como seu próprio quarto pessoal e serviço gratuito de lavanderia, mas é responsável por nomear dois participantes para despejo. Aquele que é nomeado para desejo não pode concorrer ao título de chefe de família por duas semanas seguintes. Todos os participantes, excluindo o chefe de família e os indicados, votarão depois para determinar qual dos dois candidatos devem ser despejados, e o participante que recebeu mais votos é despejado durante um episódio ao vivo. Se houver empate na votação, é necessário que o chefe da família seja obrigado a tomar a decisão do desempate. Ao contrário de outras versões do Big Brother, os participantes podem discutir o processo de nomeação e despejo abertamente e livremente. Os participantes também competem no Have-Not, no qual os perdedores são obrigados a comer apenas um tipo de comida durante o resto da semana. Ao chegar a um determinado ponto do jogo, os participantes despejados passaram a se tornar membros do Júri; O Júri é responsável por escolher quem ganha o programa. Uma vez que apenas dois participantes permanecem, os membros do júri emitiram seus votos para quem deve ganhar.
Para manter a série intrigante, cada temporada geralmente possui uma nova mudança para mudar o formato do jogo. Algumas temporadas apresentam pequenos desafios, o exemplo mais notável disso é o Pandora's Box que se originou na 11ª edição (2009). Se algum participante escolher abrir a Pandora's Box, consequências boas e más podem ser desencadeadas na casa; Estes podem afetar não só o chefe de família, mas os outros companheiros de casa. Formatos similares são aplicados em épocas posteriores, por exemplo, o Den of Temptation introduzido na 19ª temporada.

## Transmissão

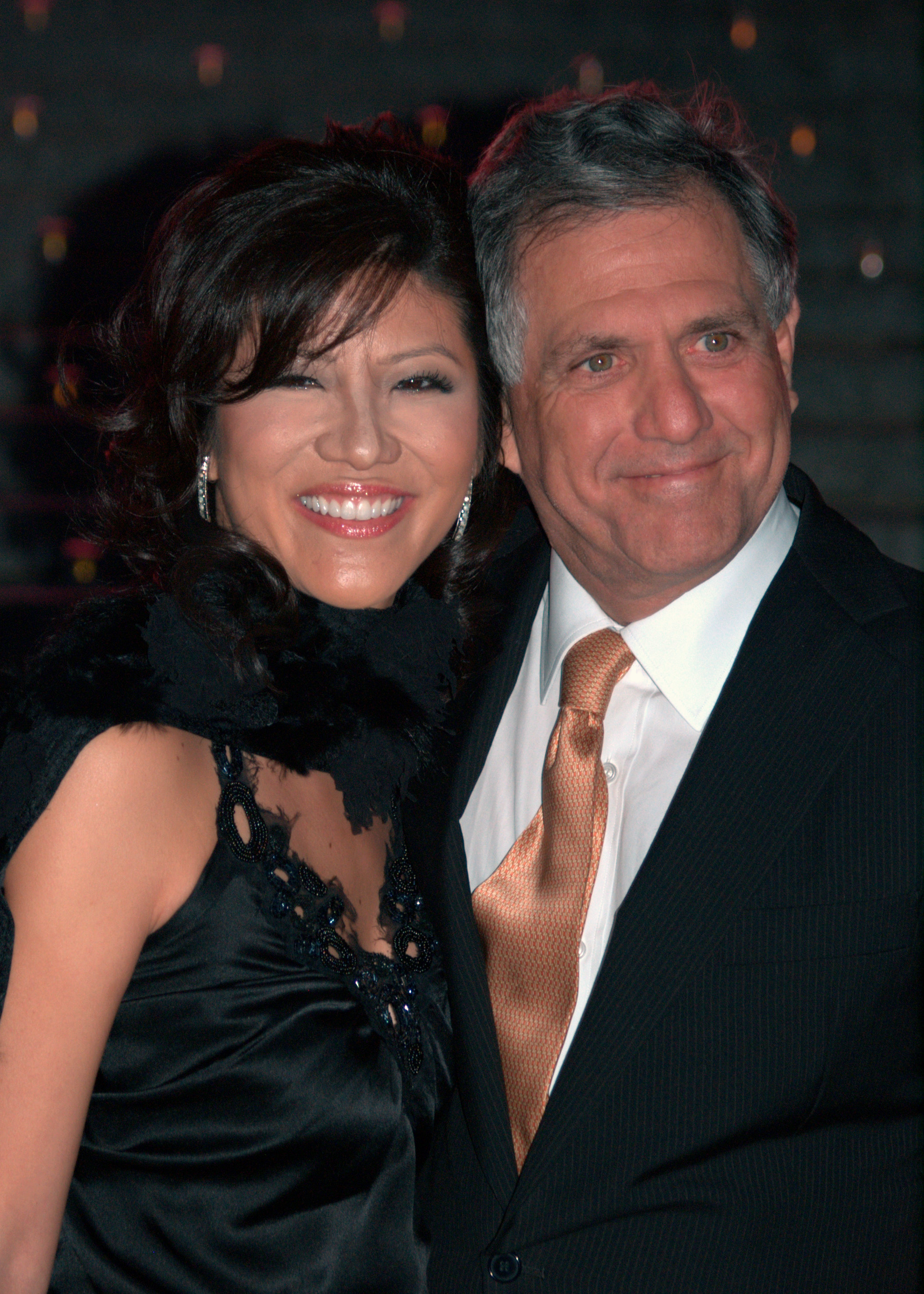
Julie Chen, visto aqui com Les Moonves, hospedou o programa desde a sua estreia

Desde o seu lançamento nos Estados Unidos, o Big Brother foi exibido pela CBS. O show é transmitido simultaneamente no Canadá pela Global Television Network. A quarta e nona temporada foram exibidas no Reino Unido também. A primeira temporada apresentou um total de seis episódios por semana. Até à data, um total de 558 episódios do programa foram ao ar. Com exceção da nona temporada, a série normalmente é transmitida uma vez por ano durante o verão. As primeiras quinze temporadas foram exibidas na definição padrão, sendo a décima sexta temporada a primeira a ser produzida em HD. A CBS lançou um conjunto de nove discos em DVD da terceira temporada. A quarta temporada também recebeu o lançamento de um DVD, com imagens anteriormente não vistas. A partir da sétima temporada, todas as temporadas posteriores estão disponíveis para compra em sites na internet.
Um dos principais aspectos do programa são os feeds ao vivo, nos quais os espectadores podem ver o que acontece dentro da casa a qualquer momento. Os feeds ao vivo fizeram parte do programa desde a sua criação, inicialmente sendo oferecidos como um serviço gratuito durante a primeira temporada. A partir da segunda temporada, uma inscrição para utilizar os feeds ao vivo foi necessária. Os feeds da primeira temporada estavam disponíveis no site oficial do programa, hospedado pela AOL. Da segunda temporada à décima quarta temporada, os feeds estavam disponíveis para assinatura através da RealNetworks. A partir da décima quinta temporada os feeds ao vivo são exibidos no site oficial da CBS, novamente exigindo uma assinatura dos usuários. Embora anunciados como estando disponíveis a qualquer momento, os feeds são suspensos durante competições e despejos da semana; Isto é feito para fornecer suspense para o reality show. Declarações caluniosas e o canto de músicas com direitos autorais também são bloqueados por razões legais.

## Temporadas

### Edição principal
| Temporada | Data de estreia         | Data de encerramento   | Dias | Nº de participantes | Vencedor(a)         | Resultado final | Vice-campeã(o)         | Telespectadores (em milhões) | Episódios |
| --------- | ----------------------- | ---------------------- | ---- | ------------------- | ------------------- | --------------- | ---------------------- | ---------------------------- | --------- |
| 1         | 5 de julho de 2000      | 29 de setembro de 2000 | 88   | 10                  | Eddie McGee         | 59–27–14%1      | Josh Souza             | 9,10                         | 70        |
| 2         | 5 de julho de 2001      | 20 de setembro de 2001 | 82   | 12                  | Will Kirby          | 5–2             | Nicole Schaffrich      | 7,90                         | 30        |
| 3         | 10 de julho de 2002     | 25 de setembro de 2002 | 82   | 12                  | Lisa Donahue        | 9–1             | Danielle Reyes         | 8,70                         | 33        |
| 4         | 8 de julho de 2003      | 24 de setembro de 2003 | 82   | 13                  | Jun Song            | 6–1             | Alison Irwin           | 8,80                         | 33        |
| 5         | 6 de julho de 2004      | 21 de setembro de 2004 | 82   | 142                 | Drew Daniel         | 4–3             | Michael "Cowboy" Ellis | 8,30                         | 31        |
| 6         | 7 de julho de 2005      | 20 de setembro de 2005 | 80   | 14                  | Maggie Ausburn      | 4–3             | Ivette Corredro        | 7,24                         | 30        |
| 7         | 6 de julho de 2006      | 12 de setembro de 2006 | 72   | 143                 | Mike "Boogie" Malin | 6–1             | Erika Landin           | 7,56                         | 28        |
| 8         | 5 de julho de 2007      | 18 de setembro de 2007 | 81   | 14                  | "Evel" Dick Donato  | 5–2             | Daniele Donato         | 7,52                         | 33        |
| 9         | 12 de fevereiro de 2008 | 27 de abril de 2008    | 81   | 16                  | Adam Jasinski       | 6–1             | Ryan Quicksall         | 6,56                         | 33        |
| 10        | 13 de julho de 2008     | 16 de setembro de 2008 | 71   | 13                  | Dan Gheesling       | 7–0             | Memphis Garrett        | 6,72                         | 29        |
| 11        | 9 de julho de 2009      | 15 de setembro de 2009 | 73   | 13 (1 retornou)4    | Jordan Lloyd        | 5–25            | Natalie Martinez       | 7,19                         | 30        |
| 12        | 8 de julho de 2010      | 15 de setembro de 2010 | 75   | 13                  | Hayden Moss         | 4–3             | Lane Elenburg          | 7,76                         | 30        |
| 13        | 7 de julho de 2011      | 14 de setembro de 2011 | 75   | 14 (6 retornaram)   | Rachel Reilly       | 4–3             | Porsche Briggs         | 7,95                         | 29        |
| 14        | 12 de julho de 2012     | 19 de setembro de 2012 | 75   | 16 (4 retornaram)   | Ian Terry           | 6–1             | Dan Gheesling          | 6,79                         | 30        |
| 15        | 26 de junho de 2013     | 18 de setembro de 2013 | 90   | 16                  | Andy Herren         | 7–2             | GinaMarie Zimmerman    | 6,47                         | 36        |
| 16        | 25 de junho de 2014     | 24 de setembro de 2014 | 97   | 16                  | Derrick Levasseur   | 7–2             | Cody Calafiore         | 6,41                         | 40        |
| 17        | 24 de junho de 2015     | 23 de setembro de 2015 | 98   | 176                 | Steve Moses         | 6–3             | Liz Nolan              | 6,18                         | 40        |
| 18        | 22 de junho de 2016     | 21 de setembro de 2016 | 99   | 16 (4 retornaram)   | Nicole Franzel      | 5–4             | Paul Abrahamian        | 5,78                         | 42        |
| 19        | 28 de junho de 2017     | 20 de setembro de 2017 | 92   | 17 (1 retornou)     | Josh Martinez       | 5–4             | Paul Abrahamian        | 6,06                         | 39        |
| 20        | 27 de junho de 2018     | 26 de setembro de 2018 | 99   | 16                  | Kaycee Clark        | 5–4             | Tyler Crispen          | 5,41                         | 40        |
| 21        | 25 de junho de 2019     | 25 de setembro de 2019 | 93   | 16                  | Jackson Michie      | 6–3             | Holly Allen            | 4,37                         | 40        |

### Versão digital
| Programa                  | Data de estreia        | Data de encerramento  | Dias | Nº de participantes | Vencedor(a)    | Vice-campeã(o) | Telespectadores (em milhões) | Episódios |
| ------------------------- | ---------------------- | --------------------- | ---- | ------------------- | -------------- | -------------- | ---------------------------- | --------- |
| Big Brother: Over the Top | 28 de setembro de 2016 | 1 de dezembro de 2016 | 65   | 13 (1 retornou)7    | Morgan Willett | Jason Roy      | —1                           | 10        |

### Edição com celebridades
| Temporada | Data de estreia        | Data de encerramento    | Dias | Nº de participantes | Vencedor(a)           | Resultado final | Vice-campeã(o) | Telespectadores (em milhões) | Episódios |
| --------- | ---------------------- | ----------------------- | ---- | ------------------- | --------------------- | --------------- | -------------- | ---------------------------- | --------- |
| 1         | 7 de fevereiro de 2018 | 25 de fevereiro de 2018 | 26   | 11                  | Marissa Jaret Winokur | 6–3             | Ross Mathews   | 5.04                         | 13        |
| 2         | 21 de janeiro de 2019  | 13 de fevereiro de 2019 | 29   | 12                  | Tamar Braxton         | 9–0             | Ricky Williams | 4.40                         | 13        |

↑1  Para a primeira temporada da edição principal e da edição digital, o público votou para determinar o vencedor entre os três finalistas. No entanto, as porcentagens da votação não foram reveladas.

↑2  Treze participantes foram originalmente anunciados, tendo um conjunto de gêmeos idênticos jogando como um participante só. Depois de passarem por quatro eliminatórias, os gêmeos foram autorizados a competir individualmente.

↑3  Entre 20 candidatos, catorze participantes foram escolhidos para retornar – oito por votação pública e seis pelos produtores.

↑4  O participante que retornou foi escolhido entre quatro candidatos, determinados por uma competição.

↑5  Um dos participantes foi expulso da casa durante a temporada. Devido a isso, seu voto foi decidido pelo público americano.

↑6  Dezesseis participantes foram originalmente anunciados, tendo um conjunto de gêmeos idênticos jogando como um participante só. Depois de passarem por cinco eliminatórias, os gêmeos foram autorizados a competir individualmente.

↑7  O participante que retornou foi escolhido entre dois candidatos, determinado por votação pública. Os candidatos eram da edição principal.

## Competições
Competições fazem parte do show desde a segunda temporada. Várias competições de força HouseGuests a trabalhar juntos, em equipe, ou uns contra os outros prémios ou poder. Existem três estilos diferentes de jogos: teste de resistência HouseGuest concursos que podem durar mais tempo fazendo uma determinada tarefa (como a realização de uma chave); jogos de teste de habilidade atlética do HouseGuests, ingenuidade, ou sorte, e quizzes testar o conhecimento HouseGuests ' uns dos outros e da casa. Todos os três estilos são usados em diferentes graus nas competições semanais. Às vezes, uma competição reciclado que tem aparecido em uma época anterior é utilizada. Por exemplo, o jogo "Majority Rules" (em que o HouseGuests tem que responder perguntas com pareceres ao tentar ficar com a maioria até que a questão de desempate), que estreou na quarta temporada, foi reciclado na sexta temporada e os oitava temporada, cada vez que está sendo jogado para chefes de família.

### Chefe de família (HoH)
Depois de cada despejo (exceto a primeira semana), HouseGuests competir para se tornar o chefe da família. Devido ao limite do show ao vivo do tempo, testes são normalmente utilizados para esta competição. Jogos de habilidade também aparecem como competições HoH ocasionalmente, enquanto a prova de resistência é usada apenas duas a três vezes por temporada.
A HoH recebe regalias, como seu próprio quarto privado, fotos ou presentes de casa, e serviço de limpeza. A HoH também nomeia dois HouseGuests de despejo. Se um dos candidatos é removido através do poder de veto, o HoH vai nomear um candidato substituto. Os reinados HoH até o próximo despejo na qual ele ou ela não poderá votar, exceto quando há empate. O HouseGuest não podem participar na competição seguinte, salvo HoH HouseGuests apenas três são remanescentes ou em ocasiões especiais, o raro Coup d'etat é usado. Nesse caso, o HoH também é capaz de competir na competição HoH seguinte, porque eles foram considerados 'derrubado'. O golpe de Estado só foi usado uma vez e sempre apenas no jogo duas vezes.
A competição HoH final ocorre quando apenas três HouseGuests permanecem. A competição é realizada em três partes. Para a primeira fase, o HouseGuests competir em uma prova de resistência que exige a HouseGuests para pendurar em suas chaves em face de algumas circunstâncias incomuns. A segunda fase é geralmente um jogo de habilidade entre os perdedores da fase anterior. Os vencedores da primeira e segunda fases se enfrentam em um questionário onde os participantes devem adivinhar o que afastou HouseGuests pensamento. O vencedor da terceira fase, torna-se o HoH passado, enquanto os dois outros HouseGuests estão automaticamente nomeados. Como nenhum dos trio são elegíveis para votar, o HoH última quebra o empate 0-0 e escolhe quem despejar.
Embora um HouseGuest normalmente mantém o chefe de recompensas e responsabilidades domésticas para a semana, as exceções ocorridas. Em um despejo "double semana", o primeiro HoH só reina por um curto período (entre uma hora e três dias), enquanto o segundo reina HoH para o resto da semana. Quando isso ocorre, a HoH primeiro é, normalmente, não forneceu os benefícios como a utilização do quarto HoH. Outra exceção é quando duas partes HouseGuests chefe de família, como na primeira semana do Big Brother: All Stars, bem como as primeiras semanas do Big Brother 9. O co-HoHs teve que concordar em dois ou mais candidatos, os candidatos tornam-se eles próprios e perdem seus privilégios de HoH. Se o empate viesse a ocorrer quando houvesse co-HoHs, então o poder de veto vencedor teria que o voto de desempate.
A HoH foi adotado por outros países com regras diferentes, incluindo o Africano, Austrália, Brasil e Reino Unido.

### Poder de veto (PoV)
Cada semana após o chefe da família anunciou nomeados da semana seis HouseGuests (os concorrentes indicados, a HoH atual, e três outros housemates, se possível) concorrem para a Golden Power de veto. O vencedor do Golden Power de veto pode optar por um veto do Chefe de candidaturas iniciais do agregado familiar. O vencedor também é protegido de se tornar um candidato substituto para a semana. Esta competição é mais frequentemente um jogo de habilidade em vez de um teste ou prova de resistência.

### Competição por alimento
competições Food permitir a HouseGuests para ganhar comida para a semana. A maioria dos alimentos são as competições de jogos de habilidade, embora o HouseGuests pode trabalhar individualmente, em equipe, ou como um grupo. O chefe da família hospeda a competição por comida e pode comer qualquer alimento que os vencedores ganham. Vencedores comer uma variedade de alimentos durante a semana. Perdedores ir em restrição alimentar, que normalmente dura até depois do despejo próximo ea concorrência HoH. No entanto, as competições de alimentos não pode ser realizada a cada semana. Por exemplo, nenhum alimento competições foram disputadas na segunda metade de temporada de seis.
Durante as temporadas de dois a seis, a restrição alimentar era uma dieta de manteiga de amendoim e geléia sanduíches, leite, água e condimentos. A partir de All Stars, os sanduíches foram substituídos por "Big Brother Slop". A inclinação parece (mas não gosto), como aveia e tem nutrientes essenciais, mas não é apetecível. Se o HouseGuests são glicêmico, podem solicitar uma substância de açúcar para misturar com o "Big Brother Slop". Na volta 9 Amanda Hansen desmaiou por falta de açúcar de sua dieta do "Big Brother Slop". Isto é, quando o show afirmou que HouseGuests poderá solicitar o conteúdo de açúcar. O HouseGuests pode ganhar "passes" para escapar da restrição alimentar uma vez. Os passes são transferíveis até ser utilizado ou o seu titular é expulso, então passar a negociação se tornou uma ferramenta na estratégia.
Quando todos HouseGuests competir como um grupo, as mudanças concorrência ligeiramente. A competição não é para todos os alimentos ou restrição para a semana inteira. Em vez disso, o HouseGuests podem competir para ganhar diferentes grupos de alimentos. Alternativamente, o HouseGuests podem competir para ganhar a dieta alimentar para cada dia da semana.
Até à data, HouseGuest Jen Season 8 de Johnson é o convidado primeira casa a desafiar as regras slop, comendo um hambúrguer de peru, queijo cottage, e uma maçã. Ao fazê-lo, ela inicialmente recebeu uma indicação pena para a semana seguinte, mas isso foi mais tarde substituída por uma pena de despejo votação durante Semana 7, devido à punição original ser encontrado injusto da semana outras candidato Jameka Cameron. HouseGuest Jeff Schroeder da Temporada 11 bebeu Gatorade, enquanto ele estava em Slop, os mesmos a ganhar se um dia extra, assim como Kevin Campbell durante a temporada 11 para comer uma uva.

### Competições de luxo
As Competições de luxo permitem a HouseGuests ganhar prêmios especiais. Eles geralmente envolvem jogos de habilidade. Exemplos de luxos incluem as partes anteriores ganhou margarita, projeções de filmes e acesso a recortes de jornal. Esta competição ocorreu com maior freqüência nas épocas anteriores. Em épocas mais tarde, Competições de luxo são detidos com menos freqüência que o seriado começou a dar prémios afastado durante o chefe da família e poder de veto das competições. Um exemplo disto é a banheira de água quente no quintal da. A Competição de Luxo em primeiro lugar por cinco temporadas dois foram para ganhar a chave para a banheira de água quente. No entanto, a chave do ofurô foi escondido na sala de Ouro na temporada de seis, e banheira de água quente não foi travada em todas as estações de sete a onze anos.

### Competição Ter ou não ter
Big Brother substituído as competições de alimentos com Ter e Não Ter competições começando com o Big Brother 11. HouseGuests seria dividido em tanto o "ter" ou o "Have nots" dependendo de seu desempenho nas competições. Os ricos seria capaz de comer qualquer coisa que eles querem, enquanto que o ter não teria de ser preso em Slop para a semana, e também para toda a semana a ter não é ter que dormir em uma cama de metal com um saco de dormir e um travesseiro fino , e eles são presos com tomando banho frio para a semana. Uma sondagem da América votação durante o Big Brother 11 permitia aos telespectadores selecionar um item alimentar que houseguests de restrição alimentar poderia ter sem penalidade.

### Votação da América
Votação da América, formalmente intitulado America's Choice, permite ao público visualizar para selecionar um convidado para receber uma oportunidade especial não está disponível para HouseGuests outros. A votação é feita através do site da CBS e mensagens de texto. Embora HouseGuests não competem ativamente para a recompensa, é essencialmente uma recompensa baseados em opiniões dos telespectadores do HouseGuests. America's Choice competições começam no meio de cada estação e ocorrem semanalmente. concursos anteriores permitiram HouseGuests para fazer uma chamada de telemóvel para a família, ter um pé-no papel para uma novela da CBS, e realizar um chat com fãs na Internet. Na sexta temporada, disputa o primeiro da América's Choice foi um voto anteriormente expulsos HouseGuest volta para a casa. America's Choice não é sempre uma escolha entre concorrentes para ganhar uma oportunidade especial. Às vezes, os espectadores são convidados a HouseGuests desafio que deve jogar, ou que tipo de aparelho seria entregue ao HouseGuests. Na oitava temporada, America's Choice desmembrada em Player América, onde Eric foi escolhido para cumprir tarefas votadas pelo público para a recompensa financeira. Durante o Big Brother 7: All-Stars, America's Choice foi renomeado votação da América. Uma sondagem da América votação durante o Big Brother 10 permitia aos telespectadores selecionar um item alimentar que houseguests de restrição alimentar poderia ter sem penalidade. Big Brother 11 prosseguiu uma enquete similar semanalmente durante a temporada.
|                    | Ganhador | Temporada | Prêmio |
| ------------------ | -------- | --------- | --- |
| Janelle Pierzina   | 5        | 6/7       | home telefonema, Set visita aoTwo and a Half Men , entrada em BB All Stars House, Big Brother Prom Queen, 25 mil dólares Jury Prize |
| Robert Roman       | 3        | 4         | Carta da casa, telefone de casa chamada Internet chat com fãs                                                                       |
| Kaysar Ridha       | 2        | 6/7       | reentrada em casa BB6, Entrada em BB All Stars House                                                                                |
| Jeff Schroeder     | 2        | 11        | de golpe de Estado, Prêmio HouseGuest $25.000                                                                                       |
| Will Kirby         | 1        | 2/7       | Internet chat com fãs |
| Bunky Miller       | 1        | 2         | Carta da casa |
| Hardy Hill         | 1        | 2         | home Telefonema |
| Krista Stegall     | 1        | 2         | jantar de aniversário |
| Danielle Reyes     | 1        | 3/7       | Video de casa |
| Jason Guy          | 1        | 3         | Carta da casa |
| Lisa Donahue       | 1        | 3         | Internet chat com fãs |
| Marcellas Reynolds | 1        | 3/7       | jantar privado |
| Marvin Latimer     | 1        | 5         | Walk sobre seu papel emThe Young and the Restless                                                                                   |
| Michael Ellis      | 1        | 5         | Telefonema |
| Erika Landin       | 1        | 4/7       | Entrada em BB All Stars House |
| Diane Henry        | 1        | 5/7       | Entrada em BB All Stars House |
| Jase Wirey         | 1        | 5/7       | Entrada em BB All Stars House |
| Nakomis Dedmon     | 1        | 5/7       | Entrada em BB All Stars House |
| Howie Gordon       | 1        | 6/7       | Entrada em BB All Stars House |
| James Rhine        | 1        | 6/7       | Entrada em BB All Stars House |
| Alex Coladonato    | 1        | 9         | possível reentrada BB9 House (não eventualmente retornar para a casa)                                                               |
| James Zinkand      | 1        | 9         | $ 25.000 Prêmio do Júri |
| Dan Gheesling      | 1        | 10        | chance de se tornar jogador da América, 20 mil dólares em caso de aceitação                                                         |
| Jerry MacDonald    | 1        | 10        | Telefonema |
| Keesha Smith       | 1        | 10        | $ 25,000 Prêmio do Júri |
| Jordan Lloyd       | 1        | 11        | 7 Júri para ganhar Big Brother 11                                                                                                   |

## Controvérsias e críticas

### Big Brother 1
Depois do primeiro-ministro da primeira temporada advogado Chicago Marvin Rosenblum ajuizou ação contra a CBS, em seguida, sociedades da Viacom, e produções da companhia de produção Orwell para violação de direitos autorais. Rosenblum, um produtor do filme de 1984, é dono do cinema e TV para os direitos do romance Nineteen Eighty-Four e afirmou que o show tinha sido "usado ilegalmente". Rosenblum acusou a rede de usar ilegalmente o Big Brother moniker da novela Nineteen Eighty-Four e "enganar o público a pensar clássico romance do autor foi a origem do espetáculo." CBS, Viacom, e Orwell Productions arquivou um movimento para rejeitar o processo legal $ 20 milhões. A demissão foi negado em 4 de janeiro de 2001. Em 2001, Rosenblum, CBS e Viacom resolvido o processo nos termos reservadas.

### Big Brother 2
HouseGuest Justin Sebik foi expulso no dia 10 por violar regras de Big Brother. Justin ameaçou seu companheiro HouseGuests com a violência física e a intimidação, a violação de uma das regras mais graves House.
Julie Chen, apresentador do Big Brother, explicou que Justin foi dado um aviso oficial de que tal comportamento não era apropriado na casa do Big Brother. Justin repetiu o aviso, provando que ele entendeu a regra. Seu comportamento incluiu a destruição de propriedade de casa, culminando em um final incidente durante o qual ele e Krista estava beijando na mesa da cozinha. Ele pegou uma vassoura tapete metal e perguntou-lhe: "Você ficar bravo se eu rachei o sobre a cabeça com isso?" Ele balançou a vassoura tapete para Krista, mas colocá-lo para baixo e beijou-a. Ele se afastou dela na cozinha e perguntou: "Quer ficar bravo se eu lhe matasse?" Ele então pegou uma faca grande, voltou a Krista e, enquanto eles se beijaram, colocou a faca contra sua garganta. Ele rapidamente tomou a faca de sua garganta, mas, com o incentivo Krista, voltou a faca em sua garganta e começou a beijar novamente. Como o beijo terminou, ele colocou a faca para baixo.
Após um confronto com a psicóloga do programa, decidiu-se que Justin seria expulso da casa do Big Brother. Krista Stegall mais tarde processou CBS sobre o incidente.

### Big Brother 4
HouseGuest Scott Weintraub foi expulso no dia 8 após uma violenta explosão em casa, relacionados à torção temporada, X-Factor. Scott lançou móveis ao redor da Casa, emitiu um divertido palavrão-carregado, e se recusou a ir ao quarto do diário quando chamado. Ele depois pediu desculpas aos seus colegas HouseGuests que estavam incomodados com suas ações na casa. Uma vez que Scott foi ao quarto do diário que ele foi retirado da casa e expulsou.

### Big Brother 6
HouseGuests Eric Littman e Michael Donnellan entrou em um confronto com Michael, comentários feitos sobre a família de Eric. Mais cedo na noite, Rachel, que foi escutar a conversa entre Janelle e Michael no quarto Gold Michael ouviu fazer uma piada de mau gosto sobre os avós de Eric Janelle. Rachel disse Eric que ela ouviu falando mal de sua família. Mais tarde naquela noite, Eric e Ivette estavam fora discutir o incidente, quando Michael foi para fora. Eric, que provocou Michael retrucou, chamando Eric "um anão com um pênis pequeno." Eric perdeu todo o controle indo depois Michael. O HouseGuests outros bloqueado ataque de Eric em Michael. Big Brother interveio, dizendo Eric deixar o quintal e ir ao quarto do diário, e dizendo a Michael para ir para o quarto de armazenamento. Pouco tempo depois, Ivette atacou crenças Kaysar e fez comentários racistas. Big Brother interveio novamente, avisando a todos HouseGuests. Eric pediu desculpas à sua HouseGuests companheiro, dizendo que ele nunca faria mal a ninguém.

### Big Brother 9
HouseGuest Adam Jasinski fez comentários depreciativos durante o primeiro episódio da temporada, fazendo com que o autismo Unidos para exigir um pedido de desculpas da CBS. Durante o episódio primeira quarta-feira, após a competição Power Couple, Adam afirmou que ele trabalhava para uma fundação autista e gastaria seus ganhos em um salão de cabeleireiro para pessoas com deficiência intelectual "tão retarda pode obtê-lo junto e começ seu cabelo feito." Seu parceiro na Câmara, Sheila, falei para ele não "chamá-los de que," ao qual ele disse "pode chamar-lhes o que eu quiser", porque "o trabalho com eles todos os dias." Em uma carta obtida pela TMZ de John Gilmore, director executivo da Autism United a Sumner Redstone, presidente da CBS Corporation, Gilmore exigiu uma ação ser tomada após o episódio de quarta-feira. Gilmore afirmou que a rede escolheu para o ar para o segmento de "seus próprios objetivos pessoais." A organização também pediu que o show seja cancelado e que estabelece a organização contactou os anunciantes sobre a questão. Devido à polêmica, Lowe's decidiu não anunciar durante os futuros episódios Big Brother, mas não ficou claro se eram ou não atualmente de publicidade durante o programa. Autism United também contatou outros anunciantes, como a sopa Campbell's, Claritin, Geico, McDonald's e Taco Bell . Autism United e pais diferentes no sul da Flórida estão pedindo uma investigação sobre Adam Jasinski e os Estados Unidos Autismo Foundation. A organização afirma ser uma instituição de caridade 501 c3 (deduções feitas para a organização seriam considerados dedutíveis nos termos da regulamentação atual IRS.) O site da United Autismo Fundação tem um pedido de desculpas a respeito do comportamento de Adão e afirma que ele deixará de estar trabalhando para da companhia.
No dia 31, Matt usou a palavra "nigga" quando se refere a outro (branco) HouseGuest. O incidente em questão foi exibido em ambos a Internet ao vivo e show spin-off Big Brother: After Dark no Showtime 2.
No dia 7, houve uma polêmica Chefe da concorrência domésticos. Na competição, Adam, Sharon e Ryan foram lidos uma série de sete declarações relativas a eventos no jogo. O HouseGuests foram determinar se cada declaração era "fato" se avançar ou "ficção" pisando para trás. Cada HouseGuest tinha sua própria seção, de modo que não podia ver as respostas dos HouseGuests outros. Muitos fãs da série, incluindo os convites House co-anfitrião Evel Dick, estava descontente com o facto de "final" ou "ficção comunicado. A declaração polêmica -" Todo mundo sabe que Jacob / Sharon e Ryan / Jen dois pré- relações existentes na casa do Big Brother, mas há uma terceira relação preexistente, ainda em casa "- foi considerado" fato ", devido à cobaias conhecer uns aos outros antes de entrar.  Muitos fãs consideraram esta pergunta injusta porque as cobaias não são jogadores reais e animais de estimação apenas a casa. Enquanto muitos outros fãs considerada a declaração não só injusto, mas decepcionante por parte dos produtores de Big Brother como a relação entre as cobaias não são equivalentes ou comparáveis aos jogadores do jogo. Se a questão fosse apenas dizem respeito a relações humanas, Sharon teria se tornado o novo chefe de família. Ryan ganhou, no entanto, Sharon acabou por ser expulso naquela semana.

### Big Brother 10
Big Brother 10 veio sob o fogo dos críticos, tais como o Conselho da televisão dos pais para arejar o maldito "termo" censura durante a terça-feira, 5 de agosto episódio do show. O evento em questão foi exibido durante uma discussão entre Libra e Libra Jessie em que disse: "Memphis estava na sala de merda!"

## Outras mídias

### DVD
A 9-disco conjunto da terceira temporada do show, na íntegra, bem como as edições foram lançadas em DVD região 1. A complementar está incluído o HouseGuests fitas 'casting original. Estas fitas casting são tomadas a partir de entrevistas preliminares, em vez de as fitas que a HouseGuests enviado dentro Todos os episódios neste DVD foram as reais versões editadas de transmissão.

### Jogos
Virtual Me é um novo conceito de entretenimento digital que faz a ligação entre videogames e TV tradicional está sendo desenvolvido pela Electronic Arts que irá permitir que as pessoas jogam jogos baseados em mostras de jogo Mediase.

### Jogos online
Durante as primeiras temporadas Big Brother muitos jogos online baseados em fóruns foram criados. Mais específico Big Brother jogos online apareceu depois Tengaged sendo desenvolvido especificamente para simular todas as experiências e Big Brother, onde os participantes jogar contra outros usuários online durante 7 a 16 dias. Os participantes competem em desafios diários para se tornar o chefe da família responsável pela nomeação, enquanto que a votação do restante dos usuários para expulsar um dos candidatos.